# Wayne Henderson (Posaunist)
Wayne Maurice Henderson (* 24. September 1939 in Houston, Texas; † 5. April 2014) war ein Posaunist des Soul Jazz und Hardbop sowie Musikproduzent, der insbesondere als Mitglied der  Jazz Crusaders bekannt geworden ist.

## Leben und Wirken
Henderson spielte seit Mitte der 1950er Jahre mit Musikern, die später zu den Crusaders gehörten. 1961 war er eines ihrer Gründungsmitglieder. Sein vitales Posaunenspiel prägte den Sound des Sextetts. Mit Young Rabbits schrieb er einen ihrer Hits. 1975 verließ er die Band, die zunehmend auf einem Fusionkurs war, um als Freelancer tätig zu werden. Er spielte mit Les McCann und Carmell Jones und spielte mehrere Alben unter eigenem Namen ein. Auch nahm er mit Roy Ayers auf, dann gründete er das eigene Label At Home Productions und produzierte Musiker wie Ramsey Lewis, Gábor Szabó und Mary Wells. Weiterhin war er an Produktionen von Esther Phillips, Ronnie Laws, Billy Cobham, Side Effect, Pleasure, Michael White, Chico Hamilton und Narada Michael Walden beteiligt. In den 1990er Jahren kam es zur neuerlichen Zusammenarbeit mit Wilton Felder von den Crusaders, Rob Mullins und Ndugu Chancler in einem größeren Ensemble als Wayne Henderson & the Next Crusade, das 1993 das Album Sketches of Life vorlegten. Zuletzt war er mit einer Formation unter dem Namen Crusaders unterwegs.
Ab 2007 lehrte Henderson am California College of Music in Pasadena.

## Diskographische Hinweise
- The Freedom Sounds fest. Wayne Henderson People Get Ready (Atlantic, 1967)
- The Freedom Sounds fest. Wayne Henderson Soul Sound System (Atlantic, 1968)
- Big Daddy's Place (ABC, 1977)
- Living on a Dream (Polydor, 1978)
- Step into Your Life (Polydor, 1978)
- Emphasized (Polydor, 1979)
- Roy Ayers/Wayne Henderson Prime Time (Polydor, 1980)
- Wayne Henderson & The Next Crusade Sketches of Life (1993)

## Lexigraphische Einträge
- Leonard Feather, Ira Gitler: The Biographical Encyclopedia of Jazz. Oxford University Press, New York 1999, ISBN 0-19-532000-X.
- Martin Kunzler: Jazz-Lexikon. Band 1: A–L (= rororo-Sachbuch. Bd. 16512). 2. Auflage. Rowohlt, Reinbek bei Hamburg 2004, ISBN 3-499-16512-0.